# Beraba decora
Beraba decora là một loài bọ cánh cứng trong họ Cerambycidae.